# Bonaventura Sabater March
|  | Per a altres significats, vegeu «Bonaventura». |

Bonaventura Sabater March (Reus, segle xviii - segle XIX) va ser un comerciant i ciutadà honrat de Catalunya que arribà a alcalde de Reus. Algunes vegades el seu cognom es troba grafiat Sabatter, ja que la família reusenca era d'origen francès, procedent de Sant Flor, a l'Alvèrnia. Joan Sabatter, l'avi de Bonaventura Sabater, emigrà de Sant Flor i era a Reus el 1680, on es casà. L'avi va morir el 1736.
El seu pare, Antoni Sabater Cases, es va casar amb Rosa de March, germana de Salvador de March i Bellver, ciutadà honrat, comerciant influent i alcalde de Reus el 1759-1760.
Formava part del col·lectiu reusenc ennoblit per Carles III amb el títol de ciutadà honrat. De jove s'havia incorporat a l'exèrcit, però quan es va declarar la guerra contra França, la Guerra Gran, va al·legar dificultats familiars (tenia cinc fills de curta edat) per a allistar-se, tal com es va demanar el 1795 a tota la noblesa i petita noblesa del Camp de Tarragona, i a altres llocs de Catalunya, per a ocupar càrrecs d'oficial en la lluita. Estava casat amb Francesca de Miró i de Folch, filla de Pau de Miró i germana d'Agustí de Miró, també de la petita noblesa reusenca dedicada al comerç i vinculada a la classe dominant de la ciutat.
Explica Eduard Toda que durant la Guerra del francès va ser un dels enllaços amb la Junta Superior de Govern del Principat de Catalunya per a instal·lar a Reus la Casa de la Moneda. Va facilitar uns locals al Quarter de Cavalleria i la maquinària hi va estar instal·lada durant nou mesos. Sabater va ser regidor a l'ajuntament de Reus amb l'alcalde afrancesat Pau Torroja el 1811, i després amb l'alcalde Josep Guardià, el primer alcalde elegit amb la nova Constitució de Cadis, el 1812. Es va situar en el sector conservador de la ciutat a la Restauració absolutista, col·laborant en la purga de liberals, i el 1818 va ser nomenat alcalde de Reus. Va prendre possessió l'1 de gener d'aquell any. Segons explica Antoni Pons, menestral reusenc, en el seu dietari, el mandat de Bonaventura Sabater va ser tranquil, ja que la ciutat s'estava recuperant encara dels estralls de la Guerra, i es va preocupar de l'urbanisme de la ciutat i de les obres públiques. Pel mes de juny de 1818 va rebre el Capità General de Catalunya Francisco Javier Castaños, que feia un viatge d'inspecció pel Principat, amb el que anà a veure les obres del Port de Salou que avançaven a bon ritme. L'ajuntament havia demanat al general Castaños poder cobrar els drets de peatge que des de temps abans cobrava l'ajuntament de Vila-seca, ja que el port de Salou es trobava dins del seu terme, per poder fer front a les despeses de la construcció del port. Castaños va concedir a Reus tots els drets que fins aquell moment havia tingut Vila-seca i es declarà protector del port. El mes de novembre de 1818 va donar una ordre per fer enretirar totes les cases que sobresortissin pels carrers de Reus i posar-les al recte amb les demés.
Va organitzar una comissió per estudiar la construcció de noves carreteres en direcció al Priorat i a Montblanc, i sota el seu mandat es va organitzar la "Junta Protectora de les carreteres a Valls i Montblanc", amb seu a Reus. Aquesta comissió va obtenir l'autorització de Francisco Javier Castaños i l'alcalde va constituir dues Juntes de carreteres de les que en va ser president. La Junta de Carreteres del Priorat va ser un fracàs, degut als conflictes entre els vocals de les poblacions per on es planejava el seu traçat, i les obres no van passar d'una primera fase de discussió. En canvi, la Junta de carreteres de Montblanc no va tenir cap dubte per on s'havia de realitzar el traçat de la nova via. Es va definir un itinerari que va dibuixar el pintor i delineant Antoni Verdaguer Llunell, i tret d'alguna variació puntual, va rebre el vist-i-plau de la majoria, tant del governador de Tarragona com dels pobles per on passava la nova via. El pressupost i el traçat es van aprovar per l'octubre de 1818. L'obra va començar ràpidament, però els conflictes polítics i la Guerra dels Malcontents primer, seguida per la Primera Guerra Carlina, no van permetre la seva finalització fins al 1848.
Abans d'acabar el seu mandat (ho va fer a finals de febrer de 1819), va fer posar quatre campanes noves al campanar de l'església prioral de Sant Pere, que s'havien perdut durant la guerra del francès. Bonaventura Sabater es va casar amb Francesca de Miró i de Folch, filla de Pau de Miró i de March i germana d'Agustí de Miró i de Folch, de la petita noblesa reusenca. El fill gran i hereu va ser Antoni de Sabater i de Miró.